# Zwaarddrager
De zwaarddrager (Xiphoporus helleri) is een subtropische aquariumvis, afkomstig uit Guatemala en zuid Mexico. Hij hoort als 'eierlevendbarende' (ovovipaire) soort tot de familie eierlevendbarende tandkarpers.

## Kenmerken
De soort dankt zijn naam aan het "zwaard", het gonopodium, dat het mannetje draagt, Xiphophorus is Grieks voor zwaarddrager. Dit gonopodium wordt gevormd door de voorste vinstralen van de aarsvin, die bij vrouwtjes niet vervormt.
Echter, aangezien het gonopodium een kenmerk is voor alle soorten uit de familie, wordt in de praktijk het staartzwaard, gevormd uit de onderste staartvinstralen als het 'zwaard' beschouwd. Dit is echter niet het zwaard dat de naam heeft gegeven.
Afhankelijk van de herkomst worden mannetjes tot 8 cm lang, het staartzwaard niet meegerekend, sommige vrouwtjes wel 12 cm. Bevruchte vrouwtjes zijn te herkennen aan de donkere "drachtigheidsvlek" en aan de gespannen buik. Zodra het mannetje zijn gonopodium vormt, groeit het dier niet meer, en daarom zijn in een groep zwaarddragers altijd grotere en kleinere mannetjes te vinden. De nakweek van kleine mannetjes is kleiner dan van grote mannen, een reden om de kweek met kleine mannen te voorkomen.

## Aquarium
De bekende kweekvormen van zwaarddragers zijn makkelijk te houden en doen het goed bij heel veel andere vissoorten. De beste watertemperatuur is rond de 24°C, niet warmer. Wildvormen zijn echter veel moeilijker te verzorgen en dienen kouder gehouden te worden, net als verwante soorten uit het geslacht Xiphophorus.
Een zwaarddrager is een levendige vis en houdt van gezelschap; veel zwemruimte en een dichte beplanting. Daarom is een aquarium met een minimumlengte van 80 cm vereist.